# Giovanni Domenico De Cupis

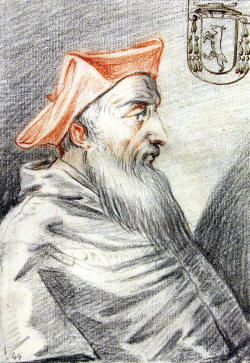
Kardinal Joannes Dominicus De Cupis (Zeichnung vermutlich 1517)

Giovanni Domenico De Cupis (* 1493 in Rom; † 10. Dezember 1553 ebenda) war ein Kardinal der katholischen Kirche.

## Leben

Kardinalswappen (modernes Schema)

Nachdem Papst Leo X. ihn am 1. Juli 1517 zum Kardinal erhoben hatte, machte er ihn am 6. Juli 1517 zum Kardinalpriester der Titelkirche San Giovanni a Porta Latina. Ab dem 30. Juli 1517 Apostolischer Administrator des Erzbistums Trani (bis zum 3. Juli 1551), wechselte er am 17. August 1524 als Kardinal auf die Titelkirche Sant’Apollinare alle Terme Neroniane-Alessandrine. Hierzu erhielt er als Kommendatorium am 17. August 1524 die Titelkirche San Giovanni a Porta Latina. Beide gab er auf, als er am 24. Mai 1529 Kardinalpriester der Titelkirche San Lorenzo in Lucina wurde. Seit 1528 Apostolischer Administrator des Bistums Macerata (bis zum 29. Januar 1535), wurde er am 31. August 1531 auch Apostolischer Administrator des Bistums Adria. Nachdem er am 22. September 1531 Kardinalbischof von Albano geworden war, behielt er als Kommendatum zusätzlich die Titelkirche San Lorenzo in Lucina, welche er bis zu seinem Tode innehatte. Am 15. Januar 1532 zudem zum Bischof von Nardò (bis zum 22. Mai 1536) ernannt, wurde er am 13. November 1532 auch Apostolischer Administrator des Bistums Irsina (bis zum 11. April 1537). Als Kardinalbischof wechselte er am 16. Dezember 1532 auf das suburbikarische Bistum Sabina und wurde am 26. Februar 1535 Apostolischer Administrator des Erzbistums Camerino (bis zum 5. März 1537). Am 26. Februar 1535 auf das Kardinalbistum Porto–Santa Rufina versetzt, wurde er zugleich Vizedekan des Kardinalskollegiums. Mit seiner Versetzung als Kardinalbischof nach Ostia, am 28. November 1537, wurde er dann Dekan des Kardinalskollegiums. Seit 1549 war er auch Erzpriester der Basilika S. Maria Maggiore.